# Palacio de Charlottenhof
El palacio de Charlottenhof (en alemán: Schloss Charlottenhof) es un palacio alemán creación del arquitecto alemán Friedrich Schinkel. Su construcción se desarrolló entre 1826 y 1829. Se encuentra al suroeste del palacio de Sanssouci, en el parque de Sanssouci en Potsdam (Alemania). Es famosa sobre todo como la residencia de verano del Kronprinz («Príncipe heredero») Federico Guillermo (más tarde rey Federico Guillermo IV de Prusia). Hoy lo conserva la Stiftung Preußische Schlösser und Gärten Berlin-Brandenburg («Fundación de Palacios y Jardines Prusianos de Berlín y Brandenburgo»). 
El palacio de Charlottenhof fue designado como Patrimonio de la Humanidad de la Unesco en 1990 como parte del conjunto denominado Palacios y parques de Potsdam y Berlín.

## El nombre
Oficialmente, el palacio y el parque fueron llamados Charlottenhof en honor de María Charlotte von Gentzkow quien había sido la propietaria desde 1790 hasta 1794.

## Antecedentes
La zona de parque con sus diversos edificios puede remontarse al siglo XVIII. Después de cambiar varias veces de manos, el rey Federico Guillermo III de Prusia compró la tierra que limita al sur del parque de Sanssouci y se lo regaló a su hijo Federico Guillermo y su esposa, Isabel Luisa en 1825.

## Historia
El Kronprinz encargó al arquitecto Karl Friedrich Schinkel la remodelación de una granja ya preexistente y el proyecto fue completado entre 1826 y 1829. Al final, Schinkel, con la ayuda de su estudiante Ludwig Persius, construyó un palacete neoclásico sobre los cimientos de la antigua granja a imagen de las antiguas villas romanas.
Con los diseños que él mismo creó el Kronprinz, que tenía inclinaciones artísticas, participó en el proceso de planeamiento del palacio y el parque que lo rodeaba. Se refería a su residencia de verano como «Siam», que en aquella época era considerada «la Tierra de los Hombres libres».
Entre 1835 y 1840 el explorador y viajero mundial Alexander von Humboldt fue invitado y permaneció en esta habitación durante los meses de verano (una exposición del palacio muestra el estudio y el dormitorio de Humboldt).

## Características

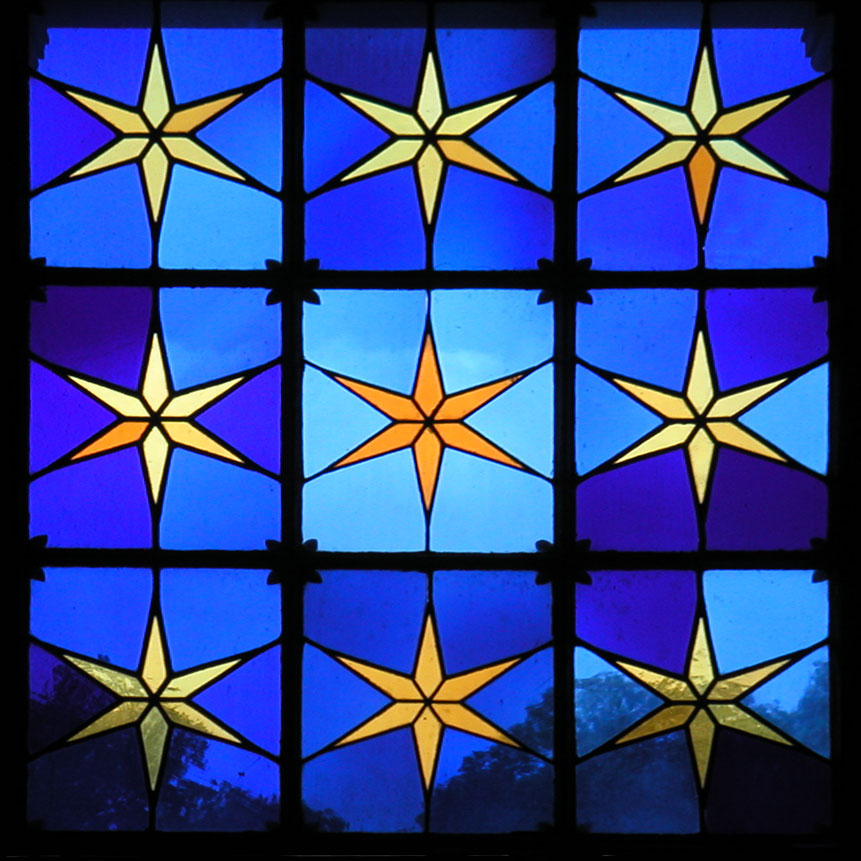
Vidriera en el tragaluz de la puerta de entrada del palacio.

El diseño interior de las diez habitaciones está aún en gran medida intacto. Los muebles, en su mayor parte diseño del propio Schinkel, destacan por su estilo simple y culto.
La habitación más notable del palacio es la habitación de la tienda, amueblada como si fuera la tienda de un césar romano. Tanto el techo como las paredes están decoradas con papel pintado a franjas azules y blancas y siguen el diseño los cortinajes y la ropa de cama. La habitación se usó como dormitorio para acompañantes e invitados. El tema de azul y blanco sigue en las contraventanas exteriores del palacio, parecer ser, en deferencia a la herencia bávara de la Kronprinzessin Isabel.

## Parque de Charlottenhof
El paisajista Peter Joseph Lenné recibió el encargo de diseñar los jardines de Charlottenhof. Recreó completamente la superficie originalmente plana y en parte inundada transformándola en un jardín inglés con árboles, césped y detalles acuáticos. También conectó el nuevo parque de Charlottenhof con el más viejo de Sanssouci de la época de Federico el Grande.